# Occhi di cane azzurro
Occhi di cane azzurro è una raccolta di racconti dello scrittore colombiano Gabriel García Márquez, Premio Nobel per la letteratura 1982. Pubblicata per la prima volta in lingua originale a Rosario (Argentina), la raccolta comprende tutti i racconti giovanili scritti a Bogotà, Cartagena de Indias e Barranquilla tra il 1947 e il 1955.

## Racconti

### La terza rassegnazione
- La tercera resignación, prima pubblicazione: supplemento al n. 80 di El Espectador, Bogotá, 13 settembre 1947

Un bambino morto all'età di 7 anni continua a crescere per altri 18 nel feretro che la madre gli ha fatto costruire su misure da adulto, disteso su un tavolo in una stanza di casa.
(La tercera resignación)
Immobile, il bambino è in grado di percepire quanto accade intorno a sé; giunto però all'età di 25 anni, arrestatasi la crescita cellulare, si rende conto che la sua finta vita è al termine, e comincia a sentire odore di putrefazione.
Si tratta del primo racconto di Gabriel García Márquez, pubblicato all'età di 20 anni sul supplemento letterario di un quotidiano di Bogotá, mentre è studente della facoltà di Legge all'università della capitale. Influenzato dalla lettura di La metamorfosi di Kafka, si cimenta immediatamente nella stesura su una macchina da scrivere portatile di un racconto sulla falsariga di quello dello scrittore ceco, che per lui è la storia di un “cadavere cosciente”. Per qualche giorno si astiene persino dal frequentare l'università per timore di perdere l'ispirazione, poi legge sull'autorevole supplemento letterario Fin de semana del quotidiano El Espectador un intervento del direttore Eduardo Zalamea Borda (pseudonimo “Ulisse”) il quale lamenta che la nuova generazione di scrittori colombiani sia priva di nomi da ricordare.
Senza far leggere il racconto a nessuno dei compagni di corso, lo corregge “fino alla spossatezza” e lo mette dentro una busta insieme a due righe per Eduardo Zalamea, che consegna nella portineria del giornale.
Due settimane dopo vide il titolo del suo racconto su tutta la pagina di El Espectador in uno dei caffè che frequenta, e siccome non possiede neppure i 5 centesimi necessari a acquistarlo deve farsi regalare il giornale da un signore che scende dal taxi tenendolo in mano.

### L'altra costola della morte
- La otra costilla de la muerte, prima pubblicazione: supplemento al n. 23 di El Espectador, Bogotá, 25 luglio 1948

Il protagonista si sveglia spaventato per aver sognato il fratello gemello appena morto di cancro. Rievoca l'agonia, identificandosi a causa della vicinanza empatica tipica dei gemelli monozigoti, e immagina cosa provi il defunto nella sua tomba, faticando a distinguere se stesso dall'altro.

(La otra costilla de la muerte)
Lo scrittore peruviano Mario Vargas Llosa, in un saggio dedicato al García Márquez, rileva come i primi racconti dello scrittore colombiano possano essere divisi in due periodi: una prima serie nella quale si sente forte l'influenza di Kafka, che comprende i testi scritti a Bogotá, e una seconda ispirata alla scrittura di Faulkner.
Per quanto riguarda il primo periodo, dal '47 al '49, parla di uno schema narrativo “metafisico-masturbatorio”: in effetti in tutti i primi testi di questa antologia abbiamo un protagonista nevrotico e solitario disteso in un letto, che si tortura con pensieri di morte o quantomeno di disintegrazione ontologica.

### Eva sta dentro il suo gatto
- Eva está dentro de su gato, prima pubblicazione: supplemento al n. 86 di El Espectador, Bogotá, 25 ottobre 1947

Immobile nel suo letto, una bambina pensa forse al fratello/doppio morto e sepolto in giardino; la sua ipersensibilità la porta a rendersi conto di essere uscita con la coscienza dal proprio corpo, e l'improvvisa voglia di assaggiare un'arancia, forse una citazione biblica come lascia supporre il suo nome desunto dal titolo del racconto, la spinge a guardarsi intorno per vedere se il suo spirito possa incarnarsi in un essere vivente. L'unico presente in casa è il gatto, ma le dà ripugnanza la possibilità che possa cacciare e nutrirsi di un animale immondo come un topo.
(Eva está dentro de su gato)
Eva si rende conto improvvisamente che sono passati già tremila anni di vagabondaggio nella casa abbandonata da quando ha provato il primo desiderio di arancia.
Secondo racconto in assoluto pubblicato da García Márquez, segue di poche settimane il primo, sempre su El Espectador, dove apparve il 25 ottobre 1947. Galvanizzato dall'essere arrivato sulla rivista, il giovane studente universitario si domanda quali siano i difetti del suo primo racconto, e li individua nella goffaggine della scrittura e nell'ignoranza del cuore umano. Si impone perciò per la sua seconda prova di chiamare alla memoria una situazione reale, e ricorda che una delle donne più belle che avesse conosciuto da bambino gli aveva confidato di voler essere nel gatto che teneva in grembo.
Pochi giorni dopo, “Ulisse” Eduardo Zalamea pubblicò sulla rivista un intervento che terminava con le parole: “Con García Márquez nasce un nuovo e importante scrittore.”

### Amarezza per tre sonnambuli
- Amargura para tres sonámbulos, prima pubblicazione: supplemento al n. 90 di El Espectador, Bogotá, 13 novembre 1949

Racconto di difficile comprensione a causa del punto di vista della voce narrante. Tre fratelli osservano, forse, la madre perseguitata dal sonnambulismo, che hanno ospitato in casa. La donna decide da un momento all'altro di non sorridere più per il resto della sua vita e di rimanere seduta nel patio, per porre termine alle inquietudini notturne.
Questo racconto e il seguente vengono scritti a Cartagena; sebbene si noti un alleggerimento del linguaggio retorico rispetto ai precedenti, si possono a buon diritto considerare entrambi appartenenti alla fase “Kafka-Bogotá”.

### Dialogo dello specchio
- Diálogo del espejo, prima pubblicazione: supplemento al n. 48 di El Espectador, Bogotá, 23 gennaio 1949

È un altro acconto sul doppio; un uomo al risveglio si guarda allo specchio mentre si rade, ricorda il fratello gemello morto e non riesce a richiamare alla memoria l'espressione “vaso di Pandora”.
Tutti i primi racconti pubblicati risentono dell'atmosfera claustrofobica in cui l'autore visse il periodo di studi passato nelle capitale, conclusosi con l'assassinio del candidato liberale Jorge Eliécer Gaitán il 9 aprile 1948 e la sollevazione di piazza conosciuta come Bogotazo.

### Occhi di cane azzurro
- Ojos de perro azul, prima pubblicazione: supplemento al n. 119 di El Espectador, Bogotá, 18 giugno 1950

È il resoconto di un sogno. Nel vedere la bellezza degli occhi grigi di una donna chiusa in una stanza, sola con lui, un uomo dice: “Occhi di cane azzurro”, e ricorda che non è la prima volta che si incontrano in questa situazione. Infatti, ogni notte entrambi sognano la medesima situazione, la stanza e le parole d'amore; poi di giorno lei gira per la città con quelle parole sulle labbra, “Occhi di cane azzurro”, nel disperato tentativo di ritrovare nella realtà l'uomo del sogno.
(Ojos de perro azul)
Però ogni notte lei non ricorda quale sia il nome della città, e ogni giorno lui non ricorda il sogno, così che la situazione si riproduce all'infinito, notte dopo notte.
Questo racconto con la sua incursione nel fantastico rappresenta un momento di snodo tra il periodo “kafkiano” e metafisico di Bogotá e il successivo, i racconti scritti sulla costa caraibica. Mario Vargas Llosa ravvisa l'influenza del racconto Erostrato di Jean-Paul Sartre; entrambi infatti presentano la medesima situazione, una donna che si spoglia davanti a un uomo in una camera d'albergo; inoltre un passaggio di García Márquez risulterebbe difficilmente spiegabile senza il precedente di Sartre:
(Ojos de perro azul)
(Erostrate)

### La donna che arrivava alle sei
- La mujer que llegaba a las seis, prima pubblicazione: Crónica n. 9, Barranquilla, 24 giugno 1950

Ogni giorno una donna non più giovane entra alle 6 in punto del pomeriggio nel bar di José, mangia un piatto che lui non le fa pagare, quindi se ne va ogni volta con un uomo diverso. Oggi però insiste di essere arrivata un quarto d'ora prima, e chiede a José se sarebbe disposto a dire questa bugia di 15 minuti per lei. Il barista dice per scherzo che ucciderebbe gli uomini che si allontanano con lei, allora la donna gli confessa che si vedono per l'ultima volta perché andrà lontano per sempre.
In una lettera che accompagna la ripubblicazione di La donna che arrivava alle sei su El Espectador, due anni dopo la prima comparsa, l'autore spiega che l'idea originale era di scrivere un racconto poliziesco, ma il carattere dei personaggi ha preso il sopravvento.
Il secondo gruppo di racconti presente nell'antologia, scritto tra Barranquilla e Cartagena dopo l'allontanamento dalla capitale a causa dei sanguinosi disordini, rappresenta una schiarita nella prima fase della produzione di García Márquez. L'influenza letteraria predominante è William Faulkner, i testi godono di una maggiore leggibilità.

### Nabo, il negro che fece aspettare gli angeli
- Nabo, el negro que hizo esperar a los ángeles, prima pubblicazione: supplemento al n. 157 di El Espectador, Bogotá, 18 marzo 1951

Un giovane manovale nero che ha l'incarico di badare ai cavalli del padrone, e di manovrare il grammofono per la bambina autistica di casa, riceve un violento calcio in fronte da un cavallo. Perde il senno e il senso della realtà, viene rinchiuso dai padroni e non si rende conto del passare degli anni. Il sassofonista nero che lui andava sempre a sentire in piazza al termine del lavoro torna nel suo delirio come un angelo venuto per portarlo con sé, ma Nabo lo fa attendere anni e anni perché nella sua percezione ha ricevuto il colpo in fronte appena il giorno prima.
Questo è senz'altro il racconto in cui si sente di più l'influenza della lettura di Faulkner; si alternano due punti di vista: un narratore onnisciente e una seconda voce che usa la forma grammaticale della prima persona plurale; il secondo tenta di esprimere una narrazione oggettiva che frustra il fantastico del racconto, cioè le conversazioni di Nabo con l'angelo.

### Qualcuno scompiglia queste rose
- Alguien desordena estas rosas, prima pubblicazione: Crónica n. 32, Barranquilla, 2 dicembre 1950

Il fantasma di un bambino morto continua a frequentare la casa dove visse, e dove nel frattempo è tornata a abitare la sua compagna di giochi di quarant'anni fa; la donna è convinta che a scompigliare le rose che tiene in casa sia il vento, in realtà è il bambino che vorrebbe portarle sulla propria tomba.
All'inizio della propria carriera García Márquez sembra negare la propria esperienza di vita, il ricco mondo colorato che diventerà la base della parte più famosa della sua opera, all'inseguimento di demoni letterari legati all'estetica naturalistica; Se ne libererà soltanto con quello che Vargas Llosa ha definito “deicidio”, nel senso che ogni atto di creazione letteraria è una ribellione contro quella creazione di Dio che è la realtà. Questo avviene con la visita in compagnia della madre a Aracataca per mettere in vendita la casa di famiglia, momento di svolta nella sua vita a partire dal quale abbandona il realismo per creare una poetica propria.
Il racconto viene scritto in fretta e furia quando l'autore, redattore del giornale Crónica di Barranquilla, deve sostituire all'ultimo momento il pezzo dell'opinionista politico colpito da un grave infarto; rileggendolo quando già è in stampa, si rende conto che è l'ennesimo esempio di “dramma statico” nella sua produzione.

### La notte dei pivieri
- La noche de los alcaravanes, prima pubblicazione: Crónica n. 14, Barranquilla, 29 luglio 1950

Tre uomini ciechi si trovano in una casa dove sentono la voce e la presenza di una donna, alla quale raccontano che i pivieri hanno strappato i loro occhi perché mentre erano ubriachi hanno tentato di fare il verso al loro canto.
—Lo malo fue que dio una hora retrasada — dijo —. Fue entonces cuando los pájaros saltaron a la mesa y les sacaron los ojos.
(La noche de los alcaravanes)
La donna chiede al figlio di accompagnarli a casa ma il bambino è riluttante perché sostiene che nessuno crederebbe alla storia degli uccelli che cavano gli occhi.
All'origine del racconto c'è una leggenda popolare della costa atlantica secondo la quale il piviere (alcaraván), uccello che segna l'ora con il suo canto, strappa gli occhi a chi prova a imitarlo con la voce. Il testo fu scritto di getto a Barranquilla, dalle quattro del mattino del 28 luglio 1950 alle otto del giorno seguente, dopo che García Márquez seppe della leggenda dei pivieri: attendendo in una casa d'appuntamenti che cuocesse un sancocho con quattro carni i cui odori selvatici avevano attirato gli uccelli, vide un cliente del bordello afferrare un piviere e gettarlo a bollire vivo nella pentola. La tenutaria, la quasi centenaria Negra Eufemia, apostrofò gli ospiti, dicendo che i pivieri avrebbero cavato loro gli occhi.

### Monologo di Isabel mentre vede piovere su Macondo
- Monólogo de Isabel viendo llover en Macondo, prima pubblicazione: Mito anno I n. 4, Bogotá, ottobre-novembre 1955

La giovane sposa Isabel, in attesa di un bambino, assiste all'arrivo dell'inverno (che ai Caraibi è la stagione delle piogge) dalla veranda della casa familiare. L'abitazione si allaga, i contadini sono impotenti contro la forza degli elementi. La sua ipersensibilità la porta a immaginare che il tempo si muova al contrario quando è convinta che sia venerdì, mentre la madre le rivela che è soltanto giovedì.
Il Monologo di Isabel riprende con poche variazioni un precedente racconto intitolato El invierno apparso il 24 dicembre 1952 su El Heraldo n. 24, Barranquilla, e mai più antologizzato. Si tratta di una costola del primo romanzo pubblicato da García Márquez, Foglie morte; personaggi e situazioni possono essere compresi in pieno solo alla luce del testo più lungo. Deluso dal rifiuto che il dattiloscritto aveva ricevuto dalla casa editrice Losada di Buenos Aires, l'autore opera una profonda revisione del testo eliminandone un lungo episodio, che diventa appunto il Monologo di Isabel, che malgrado l'ammirazione per l'Ulisse di James Joyce non ha nulla a che vedere con il Monologo di Molly Bloom e la stream of consciousness.
Il racconto è un vero e proprio “atto fondatore” perché per la prima volta si nomina Macondo, la città del Caribe intorno alla quale ruoterà negli anni successivi la produzione letteraria più conosciuta del premio Nobel, da Foglie morte fino a L'amore ai tempi del colera; non solo: è anche il momento dell'emancipazione della realtà fantastica dall'oggettivo, in un certo senso “la prima pagina dell'opera di Gabriel García Márquez”.

## Edizioni
- Gabriel García Márquez, Occhi di cane azzurro, traduzione di Angelo Morino, Oscar scrittori moderni, Mondadori, 1998,  p. 144, ISBN 978-88-04-45093-1.